# Moraschun-e Olja
Moraschun-e Olja – wieś w południowym Iranie, w ostanie Fars. W 2006 roku miejscowość liczyła 690 mieszkańców w 148 rodzinach.